# Parafia św. Leonarda w Puszczy Osińskiej
Parafia św.Leonarda w Puszczy Osińskiej – nieistniejąca obecnie parafia rzymskokatolicka znajdowała się w archidiecezji gnieźnieńskiej, w archidiakonacie uniejowskim, w dekanacie szadkowskim.

## Historia
Parafia erygowana w 1529. Przed powołaniem parafii istniał w Puszczy Osińskiej drewniany kościół filialny parafii św. Mateusza w Rząśni wybudowany w 1459 przez Andrzeja Osińskiego właściciela Ossyn i Puszczy.
Zachowały się też akta sprawy sądowej z 1459. Ksiądz z Puszczy Ossyny bezprawnie udzielał sakramentów i brał kolędę od kmieci z Chabyelcz na szkodę plebana z Rzassny. Sąd nakazał owych praktyk zaprzestać, a pieniądze zwrócić. W 1486 duszpasterzem w kościele św.Leonarda z Limoges był Marcin Kozik.
24 sierpnia 1529 arcybiskup gnieźnieński Jan Łaski herbu Korab erygował parafię pw. św. Leonarda w Osinach zwaną później Puszcza Osińska, należała wówczas do dekanatu brzeźnickiego. Parafia powołana dzięki zabiegom i wpływom rodziny Osińskich pozostawała pod patronatem szlacheckim. W roku erygowania w jej skład wchodziły: Chabielice, Osiny i Puszcza, a w XVII wieku należały także wsie i osady: Kawalce, Ług, Młynki, Parchliny, Trząs, Zalas i Żar.
W 1649 erygowano parafię Chabielice, w skład której weszły Chabielice, Ług, Młynki, Parchliny oraz Zalas. Straty w zasobach terytorialnych i ludzkich oraz spustoszenia po potopie szwedzkim spowodowały, że probostwo Puszcza zaczęło stopniowo chylić się ku upadkowi. Wizytacja biskupia z 1729 mówi o znacznym zaniedbaniu kościoła.

W XVIII wieku kolatorami kościoła w Puszczy była rodzina Rychłowskich, w 1741 przeprowadzono gruntowny remont świątyni. W późniejszych latach brak woli i środków na utrzymanie parafii spowodowały decyzję consistorium gnieźnieńskiego z 1790 o rozwiązaniu tego organizmu kościelnego i wcieleniu do parafii w Chabielicach.

W 1868 po pożarze kościoła parafialnego mieszczanie ze Szczercowa zakupili puszczański kościół i ustawili przy rynku, gdzie stał do 1872, do czasu ukończenia budowy nowej murowanej świątyni. W roku tym został on przeniesiony na cmentarz parafialny, gdzie stoi do dziś pełniąc funkcje kaplicy cmentarnej pw. św. Barbary.